# Inspection générale de la Gendarmerie nationale
Ne doit pas être confondu avec Inspection générale des armées - Gendarmerie nationale.
En France, l’inspection générale de la Gendarmerie nationale (IGGN), anciennement inspection technique de la Gendarmerie nationale (ITGN), est chargée des enquêtes internes intéressant les militaires de la Gendarmerie. Depuis 2010, elle se trouve compétente pour des enquêtes internes concernant les polices municipales.

## Histoire
L'inspection de la Gendarmerie nationale (IGN) est créée en 2002 au moment de la mise en place du collège des inspecteurs généraux placés auprès du ministre de la Défense et donc de l'Inspecteur général des armées – gendarmerie (IGAG). Elle est alors un organe de contrôle interne intervenant dans deux domaines principaux : les enquêtes judiciaires et administratives et les inspections des grands commandements.
L'IGN est remplacée par l'IGGN le 1er janvier 2010, à la faveur de l'intégration de la Gendarmerie au ministère français de l'Intérieur, pour mettre en cohérence les missions de l'inspection de la Gendarmerie nationale (IGN) avec celles des autres services d'inspection du ministère de l'Intérieur (inspection générale de l'administration et inspection générale de la Police nationale). La nouvelle IGGN reprend aussi les missions de l'inspection technique de la Gendarmerie nationale.

### Chefs
- 2002 : Michel Alaux,
- 2004 : Jean-Louis Fournaise,
- 2006 : Edmond Buchheit,
- 2009 : général Bernard Mottier,
- 2012 : général de corps d'armée Philippe Marvillet,
- 2014 : général de corps d'armée Pierre Renault[2],
- 2017 : général de corps d'armée Michel Labbé,
- 2020 : général de corps d’armée Alain Pidoux[3],
- 2023 : Jean-Michel Gentil, magistrat hors hiérarchie[4].

## Principes d'action et objectifs

### Principes
À la disposition du directeur général de la gendarmerie nationale, l'inspection générale de la gendarmerie nationale appuie son action sur deux principes essentiels, gages de sa crédibilité et de sa légitimité :
- le principe d'indépendance par rapport aux formations qui composent la gendarmerie nationale ;
- le principe d'impartialité tant dans la réalisation de ses enquêtes, audits et études que dans l'expression de ses recommandations.

### Objectifs
L'IGGN poursuit deux objectifs principaux :
- éclairer le directeur général de la gendarmerie nationale dans ses décisions en lui donnant une vision la plus objective possible de l'état de l'institution ;
- entretenir la confiance des citoyens et des élus envers la gendarmerie et garantir la capacité de cette dernière à concourir à l’État de droit.

L'IGGN dispose d'une compétence nationale sur l'ensemble des personnels de la gendarmerie, civils et militaires. L'IGGN se voit confier des missions qui peuvent être résumées en six axes majeurs :

#### La déontologie
Disposant d'une compétence générale en la matière, l'IGGN procède d'initiative ou sur directive du directeur général de la Gendarmerie nationale aux études et vérifications se rapportant à la déontologie, elle  exprime toute recommandation jugée utile et en assure le suivi. Elle contrôle le respect des règles de déontologie en général et des droits des personnes en particulier. Elle est tenue d'être informée sans délai de tout manquement constaté ou porté à la connaissance du commandement. Elle répond au cas par cas aux saisines extérieures (particuliers ou autorités administratives indépendantes) et contribue à mettre en œuvre des mesures de portée plus générale relatives à la déontologie. Cette action préventive ou corrective se traduit par un retour d'expérience intégré aux programmes de formation ou par des recommandations au directeur général de la Gendarmerie nationale qui, le cas échéant, les décline en directives.
Le chef de l'IGGN représente le directeur général de la Gendarmerie nationale auprès des organes ou autorités administratifs suivants :
- le Défenseur des droits ;
- le Contrôleur général des lieux de privation de liberté ;
- la Commission nationale consultative des droits de l'homme ;
- l'Agence française anticorruption.

Il assure la même représentation auprès d'associations, d'organisations non gouvernementales ou de  toute autre institution s'intéressant  aux questions de déontologie de la sécurité.
L'IGGN gère depuis 2014 la plate-forme STOP DISCRI accessible à tous les personnels civils ou militaires de la gendarmerie nationale qui désirent rapporter des faits de harcèlement, discrimination ou violences dont ils s'estiment victimes et si la hiérarchie n'a pas pris les mesures qui s'imposent. 
Elle est aussi chargé de recueillir les déclarations des lanceurs d'alerte au sein de la Gendarmerie et de lui donner les suites qui conviennent.

#### Les études et audits transverses
À la demande du ministre de l'Intérieur, l'IGGN conduit, seule ou conjointement avec les inspections générales et inspections du ministère et des autres administrations de l'État, des études ou expertises intéressant la sécurité intérieure.

À la demande du directeur général de la Gendarmerie nationale, elle procède à des études ou expertises intéressant la Gendarmerie nationale. Ces travaux visent à moderniser et réformer des dispositifs d'État relatifs à la sécurité.

#### Le contrôle interne et l'audit interne
Depuis sa création en 2009, l'IGGN dispose de bureaux spécialisés dans le contrôle et l'audit interne de certains domaines très spécifiques. Au fil du temps, leur mode d'action a cependant évolué. En effet, un dispositif de contrôle interne a été déployé et permet sur la base d'une analyse des auto-évaluations remontant des échelons territoriaux, d'établir une cartographie des risques particulièrement utile pour cibler les unités ou fonctions devant faire l'objet d'un audit interne. De fait, l'IGGN se recentre progressivement vers l'audit interne qui complète les audits transverses demandés par le directeur général.

#### Les inspections des régions de gendarmerie
À la demande du directeur général, le chef de l'IGGN conduit de manière permanente une campagne d'inspections des régions de gendarmerie.

## Capacités d'investigation

### Enquêtes judiciaires
Disposant d'une compétence nationale, l'IGGN peut être saisie par l'autorité judiciaire de toute demande d'enquête relative aux infractions susceptibles d'avoir été commises, pendant le service ou en dehors du service, par les personnels de la Gendarmerie nationale. À ce titre, elle satisfait aux réquisitions judiciaires et diligente les enquêtes judiciaires qui lui sont confiées.

### Enquêtes administratives (anciennement «inspection technique»)
Ouvertes par le chef de l'IGGN, soit d’initiative, soit sur directive du directeur général de la gendarmerie nationale, les enquêtes administratives conduites par l'IGGN portent sur de manquements graves aux règles de déontologie, d'atteintes à la discipline ou de manquements à des règles de sécurité.

## Relations internationales
L'IGGN participe au rayonnement international du ministère de l'intérieur à travers trois actions :
- la présentation de l'IGGN, de son modèle et de ses missions à des délégations de services de police étrangers, ayant ou non un statut militaire ;
- la contribution aux travaux de la direction de la coopération internationale (DCI) sur les domaines relevant des missions du contrôle interne et de la prévention de la corruption au sein des services de police ;
- la participation à des colloques ou des congrès relatifs au contrôle interne et à la prévention de la corruption.

## Organisation
Pour mener à bien ses missions en toute indépendance vis-à-vis des formations composant la Gendarmerie, l'inspection générale de la Gendarmerie nationale est indépendante. Elle est dirigée par un directeur et son adjoint, tous deux officiers généraux de gendarmerie, et assistés d'un conseiller juridique. 
Elle est composée de quatre divisions comprenant les groupes et bureaux suivants : 
- division des signalements et de la déontologie ; 
  - bureau des signalements et des réclamations ;
  - bureau déontologie et de l'analyse juridique.
- division des audits, des inspections et des études ; 
  - département des inspecteurs généraux chargés de missions ;
  - département des inspecteurs, chargés d'études et de missions ;
- division des audits et expertises techniques ; 
  - bureau de l'audit administratif, financier et technique ;
  - bureau de l'audit de la sécurité des systèmes d'information ;
  - bureau de l'audit de la protection et la gouvernance des données ;
  - bureau de l'audit de la santé et la sécurité au travail ;
- division des enquêtes internes
  - bureau des enquêtes judiciaires ;
  - bureau des enquêtes administratives ;

## Controverses
Mi-mai 2023, l'association ASER émet la volonté de créer une commission indépendante visant à remplacer l'IGGN. Selon cette association, l'IGGN aurait perdu toute crédibilité face à la majorité de citoyens et citoyennes. Cette prise de position fait suite à la politique de maintien de l'ordre exercée lors de la manifestation contre les méga-bassines à Sainte-Soline et aux manifestations contre la réforme des retraites de 2023.
Le 12 juillet 2023, le chef de l'IGGN ainsi que son homologue de l'IGPN ont été auditionnés par la commission des lois de l'Assemblée suite à la mort de Nahel. Les sujets portaient notamment sur le sentiment d'impunité au sein de la gendarmerie et des méthodes employées lors de la manifestation contre les méga-bassines à Sainte-Soline.
L’assemblée parlementaire du Conseil de l’Europe (APCE), dans un rapport du 10 octobre 2023, s'alarme du nombre élevé de blessés lors de manifestations. Ce rapport encourage la France à réformer les corps de l'IGGN et son équivalent pour la police,. L'APCE demande notamment une plus grande transparence lors des enquêtes de l'IGGN.
Le 27 février 2025, la Cour Européenne des Droits de l'Homme conclut, dans le cadre de la mort de Rémi Fraisse, à la violation de l’article 2 de la Convention européenne des droits de l’homme, lequel garantit le droit à la vie. La cour relève notamment que « la grenade offensive à l'origine de Rémi Fraisse était d'une dangerosité exceptionnelle et qu'il n'y avait pas de cadre d'emploi précis et protecteur». Cette décision s'appuie en partie sur les travaux et les conclusions du Défenseur des droits qui s'était auto-saisi sur cette l'affaire. Il avait cependant conclu à une absence de faute. Ce dernier avait tout de même critiqué le manque de clarté des instructions données aux militaires déployés sur la zone et l'absence de toute autorité civile au moment de la mort de Rémi Fraisse. L'IGGN, qui était chargé de l'enquête administrative, avait également conclu à une absence de faute du gendarme accusé de la mort du militant écologiste. Dans leur rapport, l'IGGN  affirme que le niveau de violence s'accroît rapidement pendant la nuit. Ce prétendu climat de violence a amené les gendarmes à une riposte justifiée selon l'IGGN. Plusieurs éléments du dossier sont ensuite venus contredire cette thèse,, dont la déclaration du commandant de gendarmerie mobile rendant compte de la situation 45 minutes avant la mort de Rémi Fraisse : «Terrain tenu, pas de gros soucis ». Enfin, concernant cette affaire, Reporterre accuse l'IGGN d'avoir voulu saboter l'enquête en faisant notamment pression sur les proches de Rémi Fraisse.

### Sources
- Article R. 3225-4 du code de la défense
- Article D. 3122-12 du code de la défense
- Article D. 3122-14 du code de la défense
- Arrêté du 30 décembre 2009 relatif aux attributions et à l'organisation de l'inspection générale de la Gendarmerie nationale (abrogé)
- Arrêté du 1er décembre 2011 fixant les conditions de rattachement des agents chargés de fonctions d'inspection à l'inspection générale de l'administration, à l'inspection générale de la police nationale et à l'inspection générale de la Gendarmerie nationale
- Instruction no 74200 du  28 septembre 2013 relative aux attributions, au fonctionnement et à l'organisation de l'inspection générale de la Gendarmerie nationale
- Code de déontologie de la Police nationale et de la Gendarmerie nationale (codifié au livre IV, titre 3, chapitre 4 de la partie réglementaire du code de la sécurité intérieure)
- Arrêté du 12 janvier 2012 portant création et fonctionnement du comité ministériel d'audit interne et de la mission ministérielle d'audit interne (inspection générale de l'administration)
- Revue Le Trèfle no 123 de juin 2010 : interview du chef de l'inspection générale de la Gendarmerie nationale
- Arrêté du 15 janvier 2019 relatif aux attributions et à l'organisation de l'inspection générale de la gendarmerie nationale